# Brevicella
Brevicella is een geslacht van vlinders van de familie van de grasmotten (Crambidae), uit de onderfamilie van de Acentropinae. De wetenschappelijke naam en de beschrijving van dit geslacht werden voor het eerst in 1912 gepubliceerd door George Hamilton Kenrick.
Dit geslacht is monotypisch, dat wil zeggen dat het maar één soort heeft namelijk Brevicella emarginata Kenrick, 1912 uit Nieuw-Guinea.